# Ichgola Androgyn

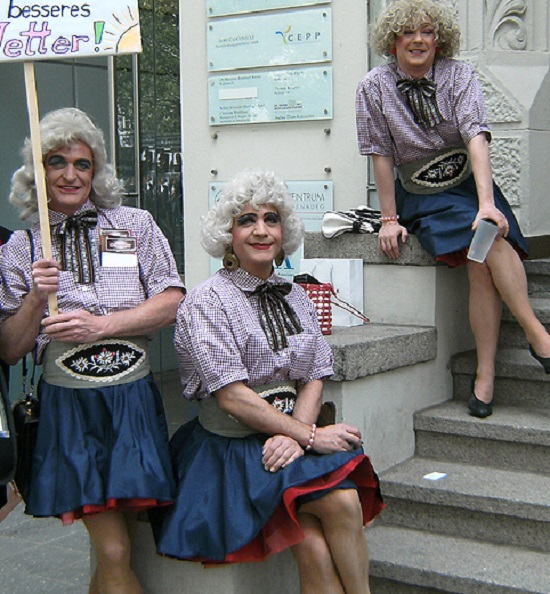
Ichgola (links) mit Chrille und Jochen der O-Tons auf dem CSD 2010

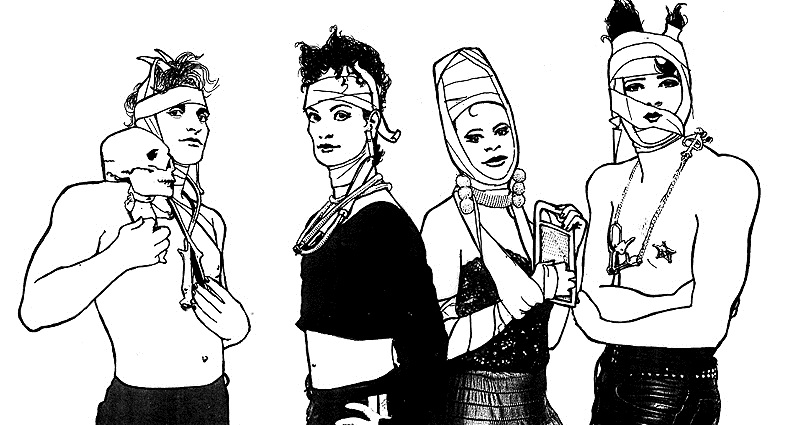
Ichgola, Ovo, Tima und BeV – Zeichnung für Plakatentwurf 1994

Ichgola Androgyn (bürgerlich: Bernd Boßmann, * 21. Oktober 1960 in Appeldorn) ist ein deutscher Schauspieler und Schwulenaktivist.

## Leben
Bernd Boßmann absolvierte zuerst eine Kranken- und Psychiatriepflegerausbildung und studierte später Schauspiel und Akrobatik. Unter den Pseudonymen Theodor van den Boom oder Ichgola Androgyn spielte er u. a. am Kaiserhof-Theater (Köln), Theater des Westens (Berlin), Schillertheater (Berlin), Maxim Gorki Theater (Berlin), SchwuZ (Berlin), Wühlmäuse (Berlin), Bar jeder Vernunft (Berlin), Traumtheater Salomé, Zirkus Roncalli. Er war Mitglied bei Tuntenensemble Ladies Neid, Gosh (Show: Cirque des hommes) und den O-Ton Piraten (ab 2007). Außerdem drehte er unter der Regie von Rosa von Praunheim, Michael Brynntrup u. a. Im Rosa-von-Praunheim-Spielfilm Ich bin meine eigene Frau war er der Darsteller der jungen Charlotte von Mahlsdorf.
Zusammen mit den Kabarett-Tunten BeV StroganoV, Ovo Maltine und Tima die Göttliche engagierte er sich politisch in den 1980er und 1990er Jahren in der Act-up-Bewegung und generierte durch Veranstaltungen und Sammlungen Gelder für Aids-Hilfe-Projekte. Im Dokumentarfilm Tunten lügen nicht (2002) von Rosa von Praunheim werden die vier abendfüllend porträtiert. 1987 gründete er mit befreundeten Krankenpflegern HIV e. V., um AIDS-Kranke zu betreuen. Ein großes Benefiz im Tempodrom-Zelt mit vielen Stars diente als Anschubfinanzierung. 1990 organisierte er ein Benefiz für Pluspunkt e. V. (erste AIDS-Selbsthilfegruppe im Ostteil Berlins).
Im September 2006 eröffnete er auf dem Alten St.-Matthäus-Kirchhof in Berlin-Schöneberg das erste deutsche Friedhofs-Café, der Name „finovo“ bedeutet „Ende & Anfang“. Hier ist er auch Mitglied des gemeinnützigen Fördervereins EFEU e. V., der sich um die Sanierung der historischen Grabstätten kümmert. Außerdem betreut er ehrenamtlich das EFEU e.V.-Projekt Garten der Sternenkinder, eine besondere Ruhe- und Gedenkstätte für still- oder fehlgeborene Kinder, wo Eltern einen eigenen Platz für ihr Kind und einen Ort der Trauer finden können. Der Friedhof, das Café, EFEU e. V., die „Sternenkinder“ und sein Engagement hierfür sind Gegenstand mehrerer Dokumentarfilme, Fernseh- und Radioberichte sowie Zeitungsartikel.
Im Jahr 2009 gründete er mit seinen Kollegen der „O-Ton Piraten“ in der Kulmer Straße, ganz in der Nähe des Friedhofs, das unsubventionierte Theater O-TonArt (im ersten Stock des Gebäudes, wo früher das erste SchwuZ war). Die Theatergruppe selbst löste sich 2014 auf. Als „Kläre Grube“ erfand er die „Berlinade“, zwei besondere Limonadensorten, deren Gewinne für soziale Zwecke verwendet werden sollen.

## O-Ton Piraten / Produktionen
- „COME-PLAY-BACK“ (1999, Regie: André Fischer, Jochen Paul und Ensemble)
- „LIEBE IST...“  (2002, Regie: André Fischer, Jochen Paul und Ensemble)
- „GROSS IN FAHRT“ (Premiere: 2. September 2005; Regie: André Fischer, Jochen Paul und Ensemble)
- „GESCHNITTEN VOM STÜCK“ (Premiere: 21. Februar 2007; Regie: André Fischer, Jochen Paul)
- „ROEMISCH FUENF“ (Premiere: 17. Januar 2009; Regie: André Fischer, Jochen Paul, Chrille Fritz)

## Filmografie
- 1986: Ein Virus kennt keine Moral – Regie: Rosa von Praunheim
- 1987: Anita – Tänze des Lasters – Regie: Rosa von Praunheim
- 1991: Feuer unterm Arsch – AIDS-Trilogie; Regie: Rosa von Praunheim
- 1992: Ich bin meine eigene Frau – Regie: Rosa von Praunheim
- 1992: Drei Drachen vom Grill – Regie: Thomas Goerke, Robert Schneider, Ades Zabe
- 1993: Plötzlich und unerwartet – eine Déjà-Revue – Regie: Michael Brynntrup
- 1994: Neurosia – Regie: Rosa von Praunheim
- 2002: Pfui, Rosa! – Regie: Rosa von Praunheim
- 2002: Tunten lügen nicht – Regie: Rosa von Praunheim
- 2002: Charlotte in Schweden – Regie: Rosa von Praunheim
- 2003: Das Manifest – Regie: André Hörmann
- 2005: Heisses Blut oder Vivienne del Vargos' letzter Vorhang – Regie: Ingo Heise
- 2012: Ichgola Androgyn – Regie: Rosa von Praunheim
- 2015: Die Prinzipien von Serendip – Regie: Giacomo Mieli und Paolo Menabò
- 2022: Rex Gildo - Der letzte Tanz – Regie: Rosa von Praunheim
- 2024: Dreißig Jahre an der Peitsche – Regie: Rosa von Praunheim